# Bardstown (Kentucky)
Bardstown es una ciudad ubicada en el condado de Nelson en el estado estadounidense de Kentucky. En el Censo de 2010 tenía una población de 11700 habitantes y una densidad poblacional de 378,65 personas por km².

## Geografía
Bardstown se encuentra ubicada en las coordenadas 37°49′11″N 85°27′5″O / 37.81972, -85.45139. Según la Oficina del Censo de los Estados Unidos, Bardstown tiene una superficie total de 30.9 km², de la cual 30.42 km² corresponden a tierra firme y (1.56%) 0.48 km² es agua.

## Demografía
Según el censo de 2010, había 11700 personas residiendo en Bardstown. La densidad de población era de 378,65 hab./km². De los 11700 habitantes, Bardstown estaba compuesto por el 82.31% blancos, el 12.39% eran afroamericanos, el 0.21% eran amerindios, el 0.75% eran asiáticos, el 0.01% eran isleños del Pacífico, el 1.56% eran de otras razas y el 2.78% pertenecían a dos o más razas. Del total de la población el 3.71% eran hispanos o latinos de cualquier raza.